# Ану-хатун
А́ну-хатун (1653 — 13 мая 1696; Тэрэлж, Тушэту-ханский аймак, Халха) — жена джунгарских правителей Сенге и Галдан-Бошогту, прославившаяся своей храбростью.

## Биография
Ану была дочерью хошутского нойона (князя) Галдамы, сына Очирту-Цецен-хана (или дочерью Очирту-Цецен-хана и сестрой Галдамы, по некоторым источникам). Будучи с детства знакома с Галданом, намеревалась в будущем выйти за него замуж, однако в связи с тем, что Галдан стал монахом и был отослан на учёбу в Тибет, была отдана за его старшего брата, будущего правителя Джунгарии Сенге. Распространено мнение что она была матерью Цэван-Рабдана (1663—1727), с этим утверждением можно не согласиться. Например, историк из Монголии Н. Нагаанбуу говорил: 
«Ану-хатун была младшей женой старшего брата Галдана — Сэнгэ-хана. Когда Сэнгэ-хан скончался, Галдан сделал её своей супругой. … Неверно считать, что Ану, раз она была женой Сэнгэ, поэтому приходится матерью Цэван-Равдану».
После смерти Сенге и возвращения Галдана в Джунгарию стала его женой, родив от него сына Себтин-Балчжура (Сэвдэнбалжира), дочерей Юнчихай и Бум. В ходе первой ойрато-маньчжурской войны Ану сопровождала Галдана в походах. Во время разгромной для ойратов битвы на реке Тэрэлж в местности Дзун-Мод (Зуунмод) 13 мая 1696 года вместе с мужем участвовала в битве, стреляя из лука до тех пор, пока не вывихнула большой палец. В момент, когда вокруг ставки сомкнулось окружение, она надела боевые доспехи и, возглавив внезапную атаку, прорвала кольцо, чем отвлекла основные силы маньчжуров. Ценой собственного пленения дав Галдану с небольшой группой воинов бежать, погибла от ружейной пули.

## Дань памяти

### В художественной литературе
- «Мужественная Ану» (монг. Ану хатан) — новелла, написанная в 1968 году Б. Ринченом. На русском языке опубликована в 1972 году издательством «Художественная литература». Ринчен планировал написать также полноценный роман, посвящённый Ану-хатун.
- Ж. Пүрэв. Манан будан. Улаанбаатар, 1988.
- Б. Шүүдэрцэцэг. Домогт Ану хатан. Улаанбаатар: Мөнхийн үсэг, 2010.

### В кино
- «Ану-хатун» — художественный фильм режиссёра Т. Алтантуи, основанный на пьесе писательницы Б. Шуудэрцэцэг (2013).
- «Воинственная Царица» — художественный фильм сценаристки Б. Шуудэрцэцэг.